# Zingiber spectabile

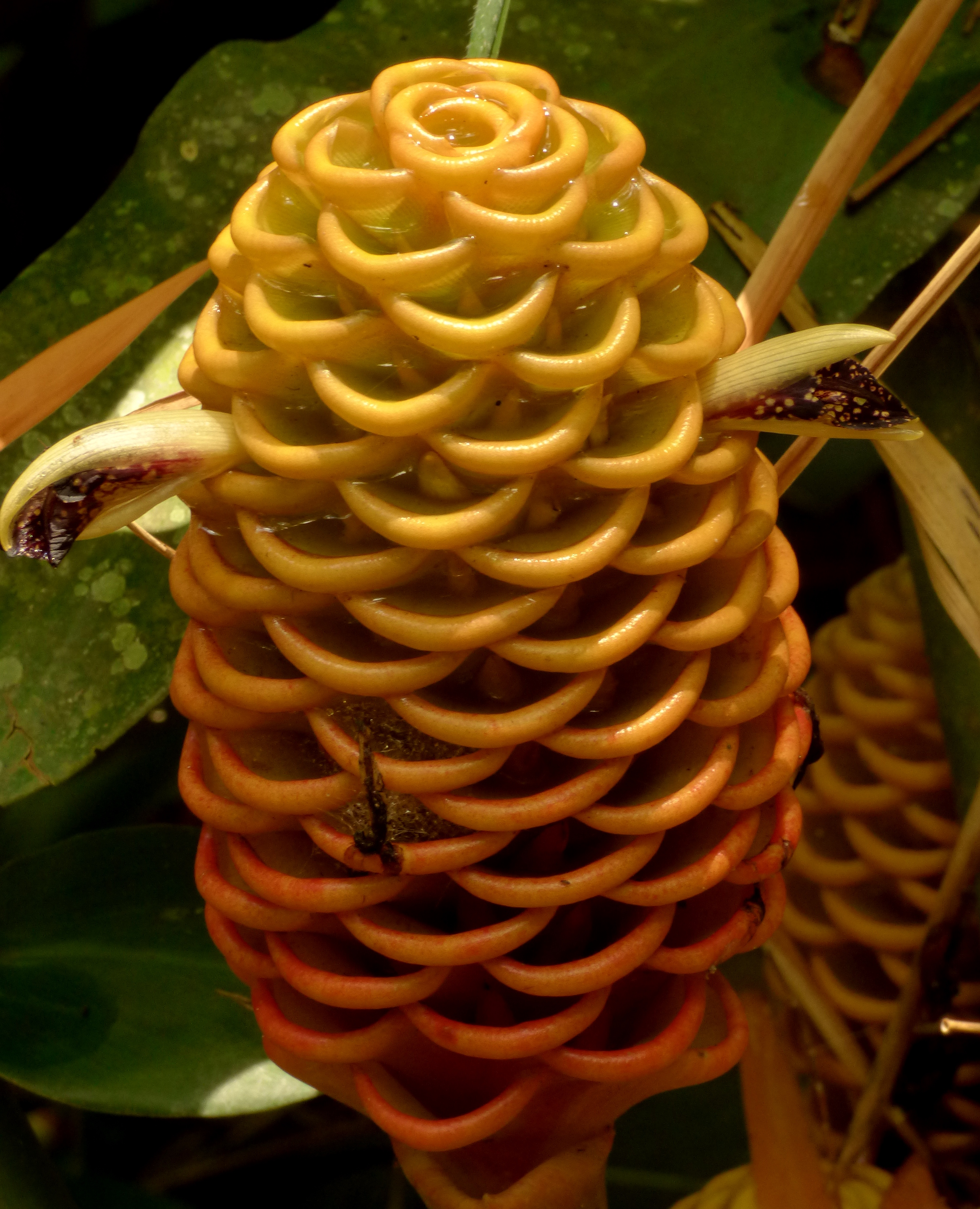
Inflorescencia en detalle.

Zingiber spectabile es una especie de jengibre verdadero, nativa del archipiélago malayo. Se cultiva principalmente en Occidente como planta ornamental, aunque se utiliza en el sudeste asiático como hierba medicinal.
Es conocida en Occidente con el nombre común de "jengibre de colmena", debido a la forma de sus inflorescencias que se asemejan a una colmena de abejas. Otros nombres comunes son flor de maraca, hierba de jengibre o jengibre de Malasia.

## Descripción
Zingiber spectabile es una planta herbácea perenne, los brotes alcanzan alturas de unos 2 a 3,5 metros, aunque en circunstancias ideales, pueden llegar a 4 metros o incluso más. Al igual que la mayoría de las plantas del género Zingiber, las hojas son largas y de forma oblonga, afinándose en la punta. La inflorescencia se encuentra sobre una espiga y puede medir hasta 30 centímetros de altura. Las brácteas adheridas a la estructura pueden variar de color, desde el blanco hasta el amarillo, naranja o incluso rojo, y a menudo se oscurecen a medida que maduran y se desarrollan, generalmente en un período de 40 a 50 días. Las flores en sí son pequeñas, con pétalos de color rosa, púrpura oscuro y manchas amarillas, y una textura frágil como el papel. El fruto es una cápsula de unos 2,5 centímetros de largo, tiene forma de huevo y es ligeramente pubescente.

## Usos
En Indonesia, la planta se utilizan ocasionalmente sus rizomas como sustituto del jengibre en comidas, pero su uso principal es medicinal, se prepara machacando las hojas en una pasta espesa y luego aplicándola tópicamente para tratar inflamaciones y quemaduras, también sirve para dolores de cabeza y espalda, y como agente para la conservación de alimentos. Investigaciones académicas ha encontrado que la planta tiene propiedades antimicrobianas y concentraciones significativas de la enzima Zerumbone sintasa, que puede ser eficaz en el tratamiento del cáncer de colon.

## Galería

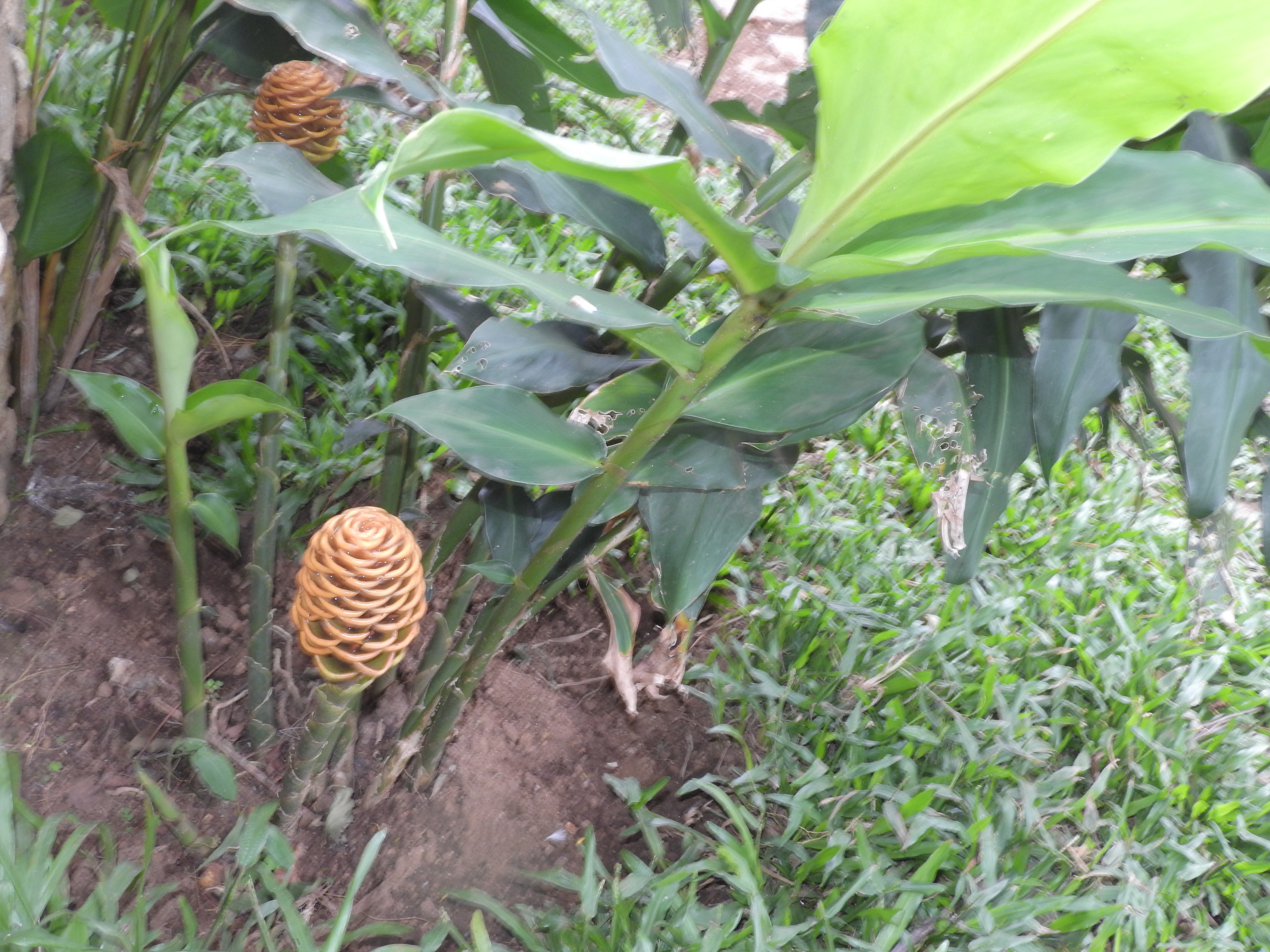
Vista general
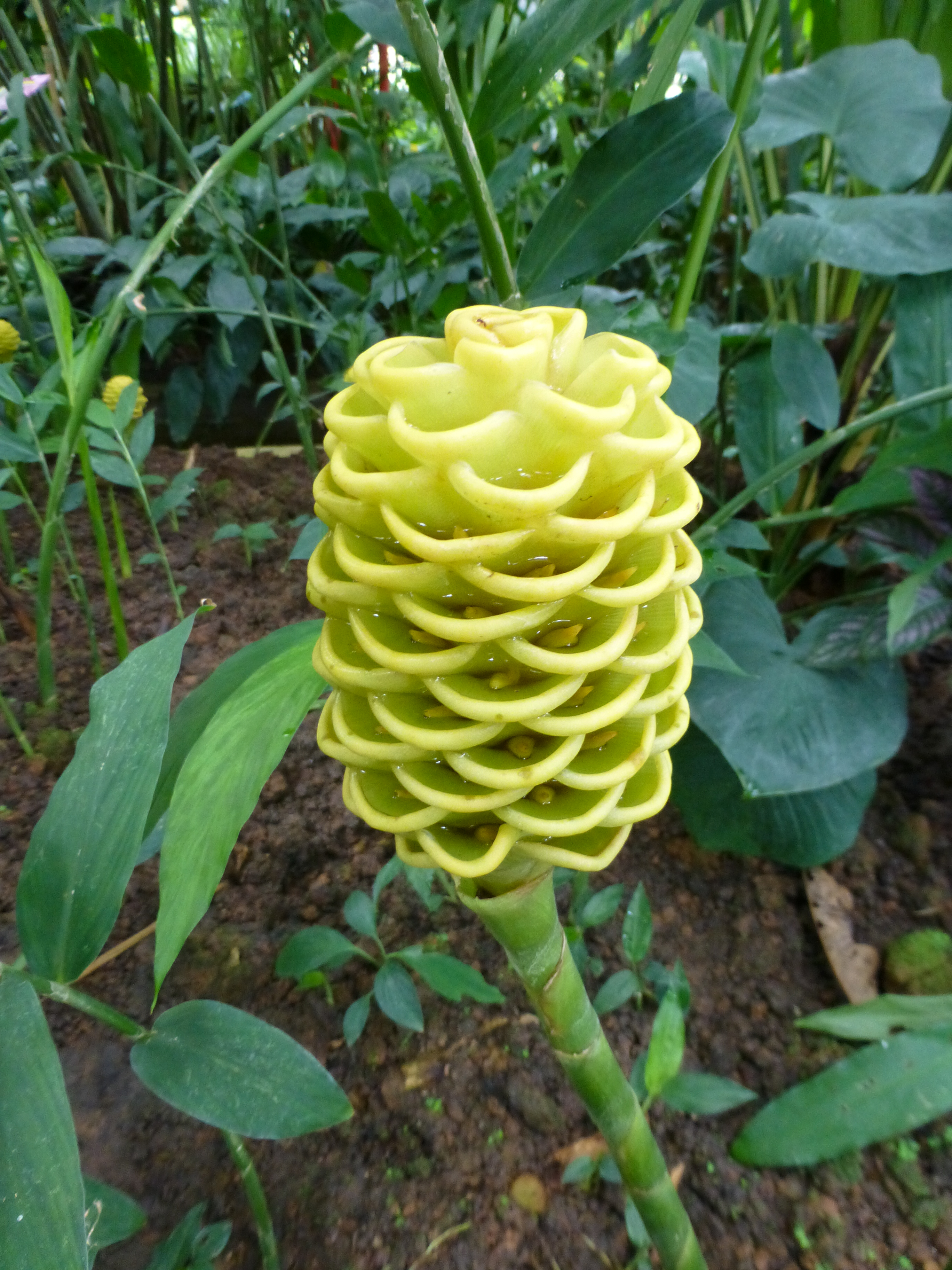
Inflorescencia en detalle
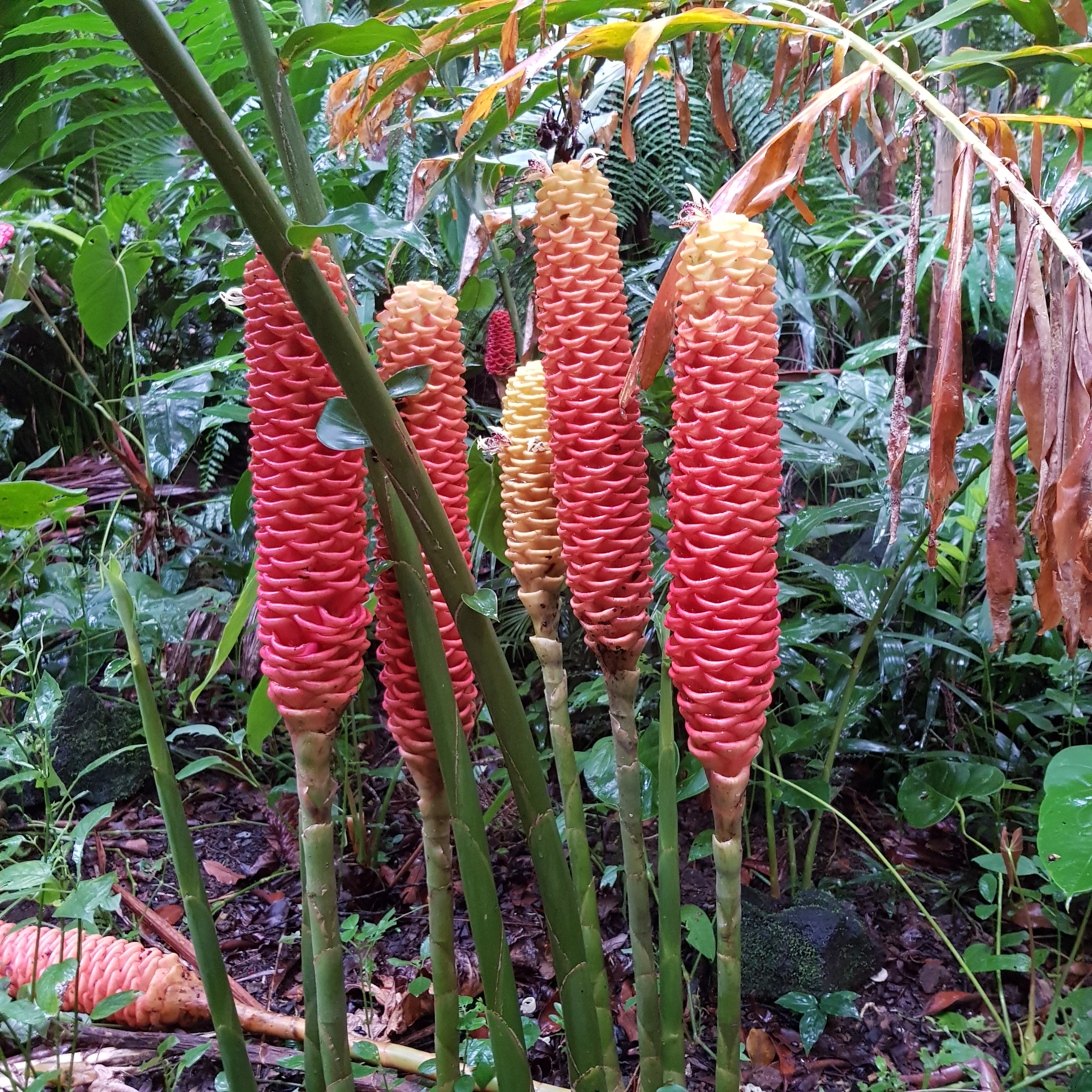
Inflorescencias maduras
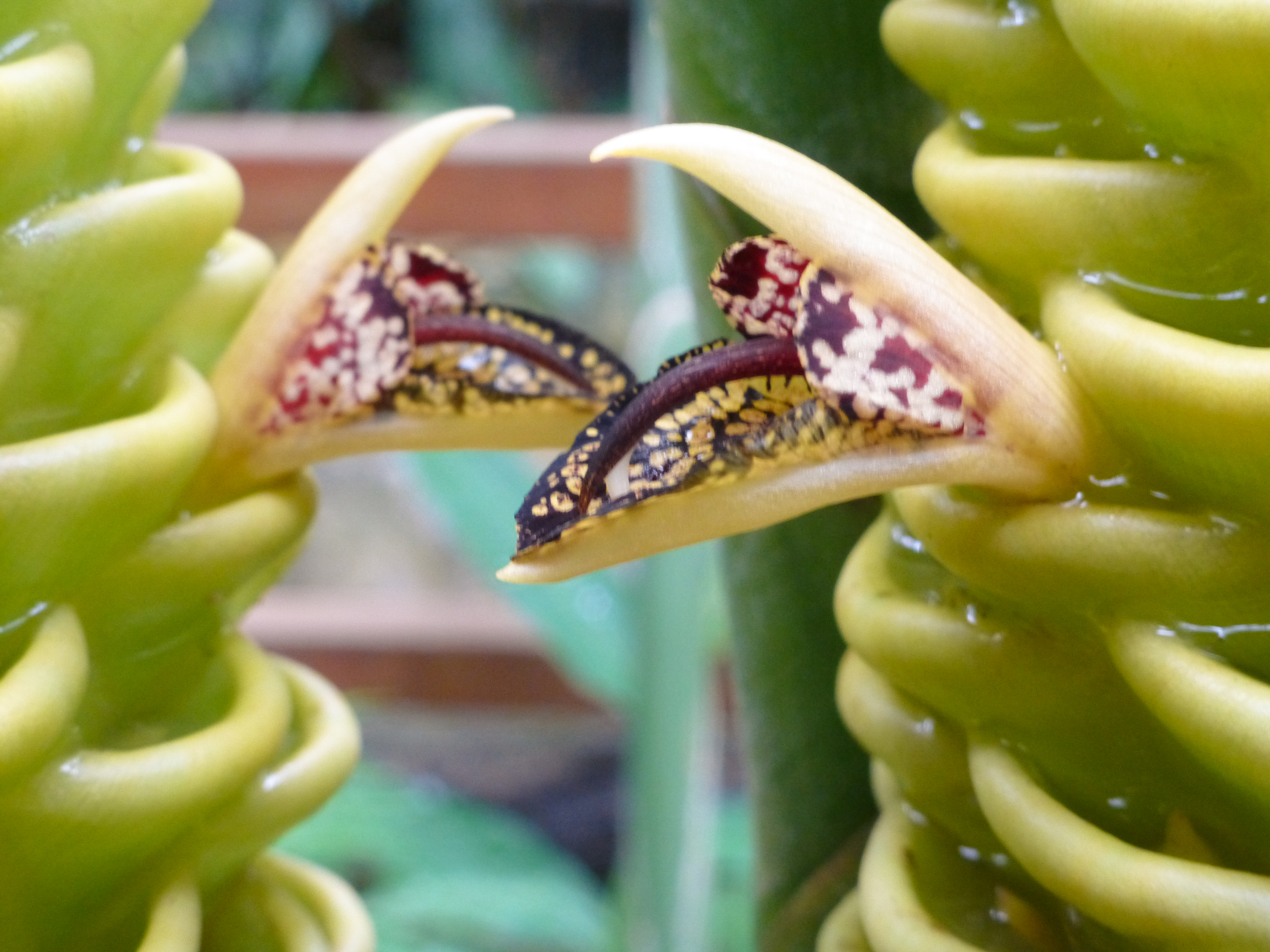
Flores en detalle
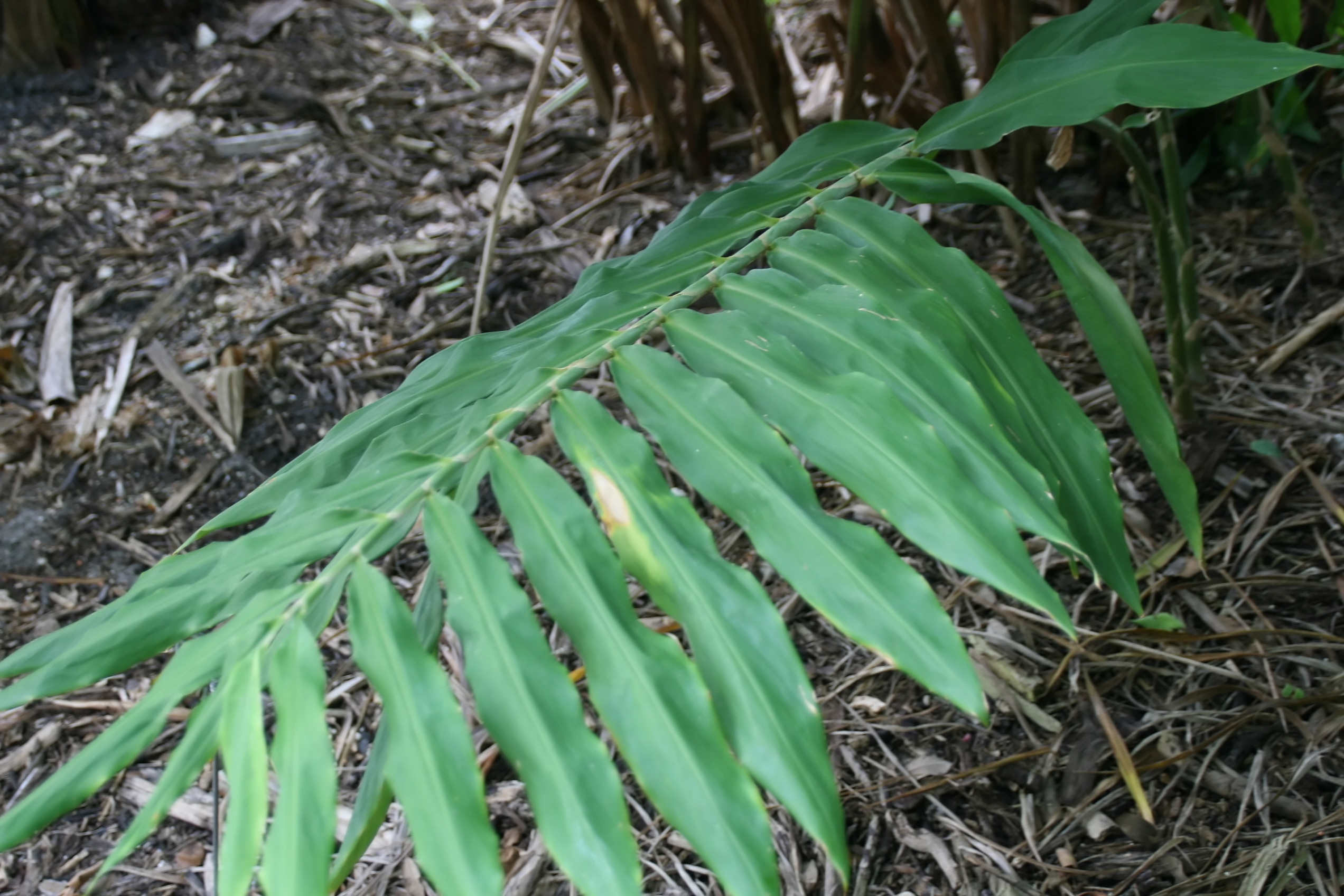
Hoja en detalle